# Enrico Berti
Enrico Berti (Valeggio sul Mincio, 3 novembre 1935 – Padova, 5 gennaio 2022) è stato un filosofo italiano, professore di storia della filosofia e presidente onorario dell'Istituto internazionale di filosofia.

## Biografia
Laureatosi in filosofia all'Università di Padova nel 1957 e perfezionatosi nel 1963, fu allievo di Marino Gentile.
Dal 1961 al 1964 fu assistente presso l'Università di Padova. Vinto un concorso a cattedre di professore ordinario nel 1963, nel 1965 divenne professore ordinario di storia della filosofia antica all'Università di Perugia e, nel 1969, di storia della filosofia nella stessa università.
Nel 1971 si trasferì all'Università di Padova, dove insegnò storia della filosofia fino al 2009, fino alla nomina a professore emerito nel 2010. 
Fu docente anche nelle università di Ginevra, di Bruxelles, di Santa Fé (Argentina) e alla Facoltà di Teologia di Lugano.
Fu socio nazionale dell'Accademia Nazionale dei Lincei e di altre istituzioni ed accademie italiane e straniere.
Dal 1983 al 1986 presiedette la Società Filosofica Italiana.
Nel 1987 vinse il premio dell'Associazione internazionale "Federico Nietzsche" per la filosofia, nel 2005 il premio Iannone per la filosofia antica, nel 2007 il premio Santa Marinella e il premio Castiglioncello per la filosofia, nel 2009 il premio "Athene Noctua" e nel 2012 il premio giornalistico Lucio Colletti.
Nel 2013 fu nominato "doctor honoris causa" dell'Università nazionale capodistriana di Atene e nel 2014 Honorary Fellow dell'"Interdisciplinary Centre for Aristotle Studies" dell'Università di Salonicco.
Nel 2013 fu anche insignito dell'onorificenza di grande ufficiale dell'Ordine al merito della Repubblica italiana. 
Morì il 5 gennaio 2022 all'età di 86 anni.

## Pensiero
Interessato particolarmente alla filosofia di Aristotele, di cui fu uno degli studiosi più importanti a livello internazionale, Enrico Berti ne rintracciò le tracce nella metafisica, nell'etica e nella politica contemporanea in particolar modo per il problema della contraddizione e della dialettica.
Berti si inserì poi nella dibattuta questione del rapporto tra filosofia e scienza, cercando di definire la specificità della filosofia, che si fonda su una razionalità non rapportabile a quella scientifica, ma piuttosto alla dialettica e alla retorica. Su un piano più propriamente teoretico si interessò alla possibilità di riproporre oggi una filosofia di tipo metafisico, formulando una concezione «umile» o «povera» della metafisica come consapevolezza della problematicità, e quindi dell'insufficienza, del mondo dell'esperienza, considerato nella sua totalità (comprendente scienza, storia, individuo e società).

## Opere principali
- L'interpretazione neoumanistica della filosofia presocratica, Padova, 1959.
- La filosofia del primo Aristotele, Padova, Cedam, 1962; 2ª ed., Milano, Vita e Pensiero, 1997.
- Il "De republica" di Cicerone e il pensiero politico classico, Padova, Cedam, 1963.
- L'unità del sapere in Aristotele, Padova, Cedam, 1965.
- La contraddizione, 1967.
- Studi sulla struttura logica del discorso scientifico, 1968.
- Studi aristotelici, L'Aquila, Japadre, 1975 (nuova edizione, 2012).
- Aristotele. Dalla dialettica alla filosofia prima, Padova, Cedam, 1977.
- Ragione scientifica e ragione filosofica nel pensiero moderno, Roma, La Goliardica, 1977.
- Profilo di Aristotele, Roma, Studium, 1979.
- Il bene, Brescia, La Scuola, 1983.
- Le vie della ragione, Bologna, Il Mulino, 1987.
- Contraddizione e dialettica negli antichi e nei moderni, Palermo, L'Epos, 1987 (nuova edizione, 2015).
- Le ragioni di Aristotele, Roma-Bari, Laterza, 1989.
- Storia della filosofia. Dall'antichità a oggi (con Franco Volpi), Roma-Bari, Laterza, 1991.
- Aristotele nel Novecento, Roma-Bari, Laterza, 1992.
- Introduzione alla metafisica, Torino, UTET, 1993.
- Il pensiero politico di Aristotele, Roma-Bari, Laterza, 1997.
- (curatore, con Cristina Rossitto) Aristotele e altri autori, Divisioni, con testo greco a fronte, coll. Il pensiero occidentale, 2005.
- Struttura e significato della metafisica di Aristotele, Roma, Edusc, 2006.
- In principio era la meraviglia. Le grandi questioni della filosofia antica, Roma-Bari, Laterza, 2007.
- Dialectique, physique et métaphysique. Études sur Aristote, Peeters, 2008.
- Il libro primo della «Metafisica» (con Cristina Rossitto), traduzione di Antonio Russo, Roma-Bari, Laterza, 2008.
- Sumphilosophein. La vita nell'Accademia di Platone, Roma-Bari, Laterza, 2010.
- Nuovi studi aristotelici, 4 voll., Brescia, Morcelliana, 2004-2010.
- Invito alla filosofia, Brescia, La Scuola, 2011.
- La ricerca della verità in filosofia, Roma, Studium, 2014.
- Aristotelismo, Bologna, il Mulino, 2017.

Nel 2004 Enrico Berti scrisse un dialogo satirico, un "falso d'autore"  attribuito ad Aristotele, Eubulo o della ricchezza: dialogo perduto contro i governanti ricchi.

### Traduzioni
- Aristotele, Metafisica, traduzione, introduzione e note di E. Berti, Collana Biblioteca Filosofica, Roma-Bari, Laterza, 2017, ISBN 978-88-5812-455-0.

## Onorificenze e riconoscimenti
- Grande ufficiale dell'Ordine al merito della Repubblica italiana

Fu membro delle seguenti accademie e istituzioni scientifiche:
- Accademia nazionale dei Lincei
- Institut international de philosophie
- Istituto veneto di scienze, lettere ed arti
- Société européenne de culture
- Fédération internationale des sociétés de philosophie
- Pontificia accademia delle scienze
- Pontificia accademia di San Tommaso d'Aquino
- Accademia galileiana di scienze, lettere ed arti
- Società filosofica italiana[4]